# Prangarda di Canossa
Prangarda di Canossa (... – 991) è stata una nobildonna italiana.

## Biografia
Prangarda era figlia Adalberto Atto di Canossa, sua madre era Ildegarda dei Supponidi. Prangarda sposò Olderico Manfredi I, forse dopo l'assedio di Canossa nel 951, o più probabilmente dopo il 962. Nel 991 Prangarda emanò un statuto, con il consenso del marito, in cui vendette la sua quota del patrimonio di Vilinianum a Parma. È chiaro da questo statuto che la dote di Prangarda comprendeva appezzamenti di terre per un totale di almeno mille iugeri (circa 650 acri) a Parma e Reggio.

## Discendenza
Prangarda e Olderico ebbero diversi figli:
- Olderico Manfredi II, marchese di Torino e Susa;
- Alrico, vescovo di Asti;
- Otto;
- Atto;
- Hugo;
- Wido.

## Ascendenza
|                           |                         |   | Genitori |  |  | Nonni              |  |  | Bisnonni  |  |
|                           |                         |   |          |  |  | Sigifredo di Lucca |  |  | Sigifredo |  |
|                           |                         |   |          |  |  | Sigifredo di Lucca |  |  | Sigifredo |  |
|                           |                         | … |          |  |  | Sigifredo di Lucca |  |  |           |  |
| Adalberto Atto di Canossa |                         |   |          |  |  | Sigifredo di Lucca |  |  |           |  |
|                           |                         | … | …        |  |  |                    |  |  |           |  |
|                           |                         | … | …        |  |  |                    |  |  |           |  |
|                           |                         | … | …        |  |  |                    |  |  |           |  |
| Prangarda di Canossa      |                         | … |          |  |  |                    |  |  |           |  |
|                           | Sigifredo dei Supponidi | … |          |  |  |                    |  |  |           |  |
|                           | Sigifredo dei Supponidi | … |          |  |  |                    |  |  |           |  |
|                           | Sigifredo dei Supponidi | … |          |  |  |                    |  |  |           |  |
| Ildegarda dei Supponidi   | Sigifredo dei Supponidi |   |          |  |  |                    |  |  |           |  |
|                           |                         | … | …        |  |  |                    |  |  |           |  |
|                           |                         | … | …        |  |  |                    |  |  |           |  |
|                           |                         | … | …        |  |  |                    |  |  |           |  |
|                           |                         | … |          |  |  |                    |  |  |           |  |